# 水野為長
水野 為長（みずの ためなが）は、江戸時代後期の田安徳川家・白河藩（後に桑名藩）家臣。通称は左内。幼少より松平定信に近侍してその腹心として寛政の改革を助けた。

## 略歴
火消与力萩原宗固の次男として生まれるが、幼くして水野家の養子となる。次いで田安家に召し出されて、田安宗武の子・賢丸（後の定信）の学友・近習となった。安永3年（1774年）、定信が白河藩松平家の養子となった際に田安家から付き人として白河藩に入り、以後も藩主・老中となった定信に生涯にわたって側近として仕えた。定信の老中在任中は、為長が徒目付ら隠密とともに江戸市中の世評などを収集して定信に報告したとされ、その記録は『よしの冊子』として残されている。
定信は『宇下人言』の中で為長を「常に諌めて日々のよしあしをいひたり」と述べ、自分の師である大塚孝綽とともに左右の直言を述べる臣であると紹介している。
定信の隠居後に跡を継いだ松平定永が桑名藩に転封となった翌年、文政7年（1824年）に没した。